# Speenkruidbrand
De speenkruidbrand (Entyloma ficariae) is een schimmel behorend tot de familie Entylomataceae. Hij parasiteert op bladeren van het speenkruid. Hij veroorzaakt witte vlekken aan beide zijde van het blad. Aangetaste planten hebben vaak iets kleinere bladeren en produceren minder bloemen dan gezonde planten. Hoewel infectie met deze ziekteverwekker niet systemisch is, komen er vlekken voor op bijna elk blad van de plant en blijft de ziekte jaar na jaar in een klein gebied bestaan.

## Kenmerken
Op de bladeren van geïnfecteerde planten veroorzaakt het de vorming van cirkelvormige of hoekige (beperkte nerven) vlekken, aanvankelijk geelachtig of witachtig, vooral op het onderste oppervlak (de witte kleur komt van de conidia geproduceerd door het mycelium), met een diameter van 2 tot 5 mm. Dit zijn langgerekte, cilindrische (spoelvormige) ongeslachtelijke sporen met oliedruppels erin. Uit de witte vlekken worden 's nachts ballistosporen actief afgeschoten. Deze witte vlekken verkleuren later grijsachtig of bruin waaruit zich teliosporen vormen.
De teliosporen zijn bolvormig tot bijna bolvormig, soms veelhoekig door onderlinge druk, kleurloos, geelachtig tot lichtbruin, 10–15 (gemiddeld 12,5) µm in diameter. Ze hebben een tweelaagse wand met een dikte van 1 à 2 µm. Teliosporen overwinteren in geïnfecteerde plantenresten in de grond en ontkiemen, voornamelijk in het voorjaar, waarbij ze in het nieuwe seizoen de bladeren infecteren. 
De conidia vormen zich op bundels korte conidioforen die door de huidmondjes steken. Ze zijn kleurloos, spoelvormig tot draadvormig, van een zeer variabele grootte, meestal 15–33 × 2–3 µm, soms tot 45 µm lang. Conidia worden gedragen door wind en regen en dragen bij aan de verspreiding van de ziekteverwekker gedurende het groeiseizoen. 

## Verspreiding
Entyloma ficariae komt voor in Noord-, Midden- en Zuid-Amerika, Europa en Nieuw-Zeeland. Het is een smalle oligofaag die enkele plantensoorten uit de boterbloemenfamilie parasiteert. 
In Nederland komt hij uiterst zeldzaam voor. Hij staat niet op de rode lijst en is niet bedreigd.

## Foto's

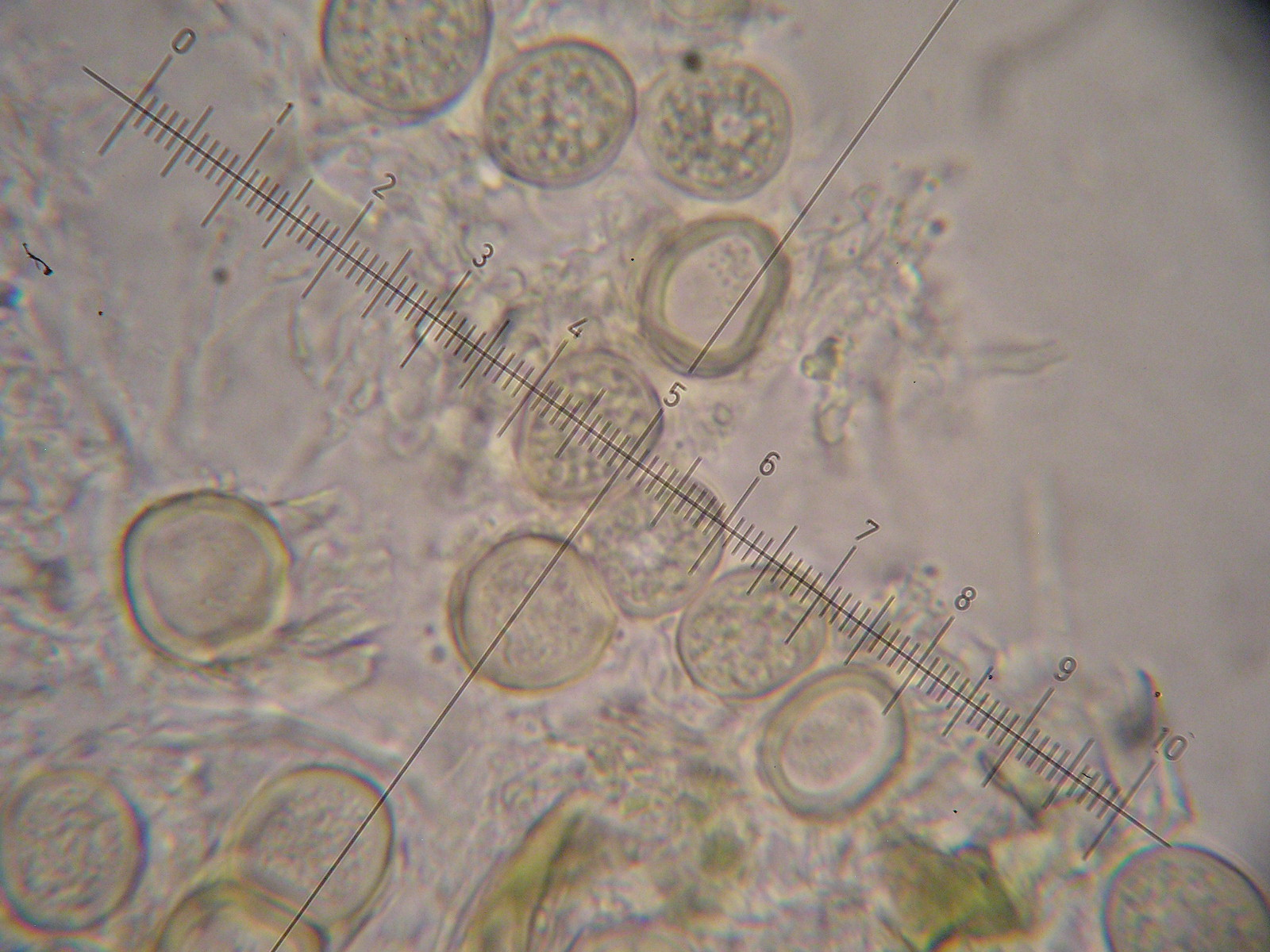
Sporen
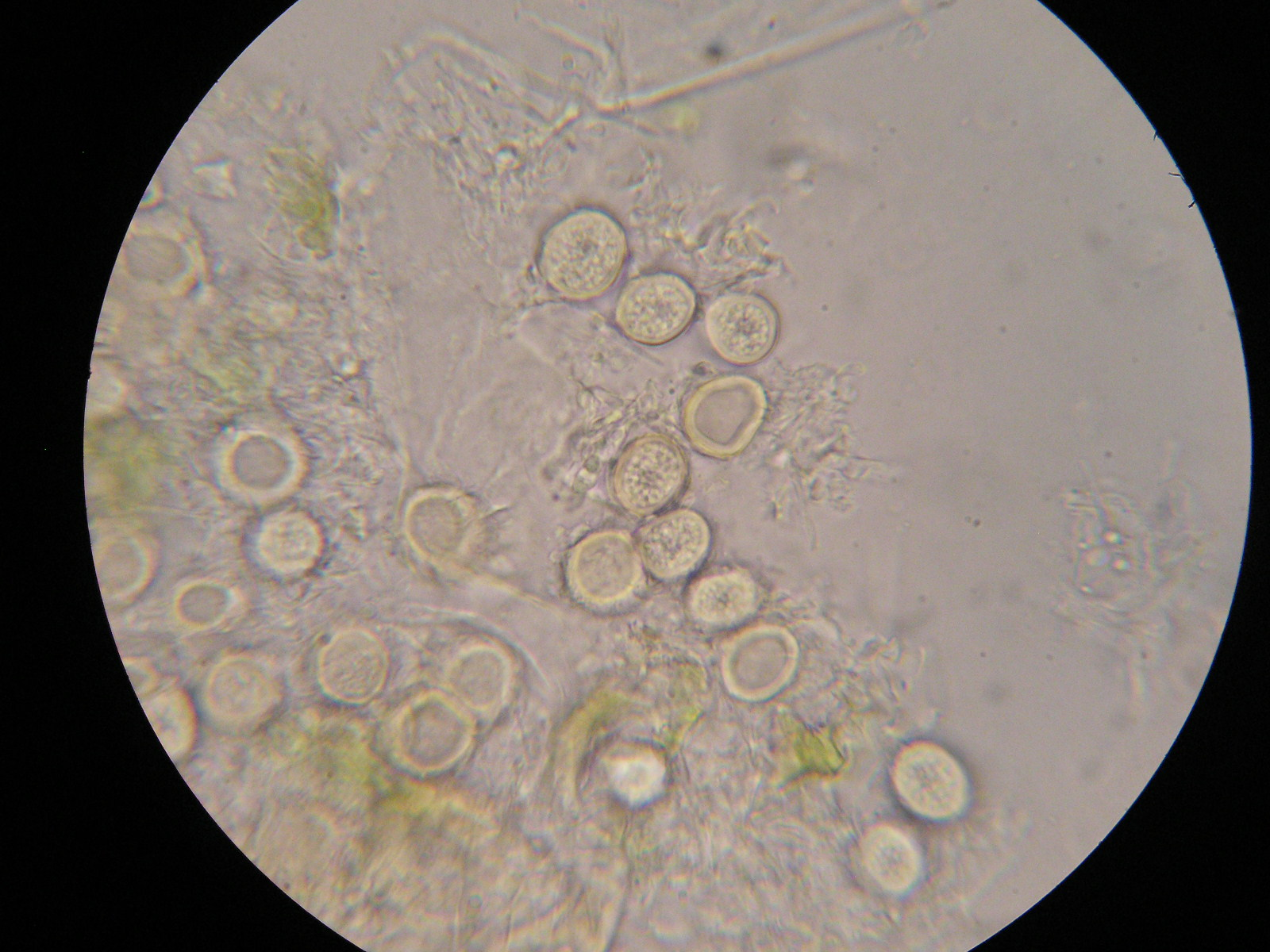
Sporen

## Taxonomie
Het werd voor het eerst beschreven in 1877 door Alexandr Alexandrovich Fischer von Waldheim op in Duitsland. Het heeft 16 synoniemen.